# Бельвінь-ан-Лейон
Бельвінь-ан-Лейон (фр. Bellevigne-en-Layon) — муніципалітет у Франції, у регіоні Пеї-де-ла-Луар, департамент Мен і Луара. Бельвінь-ан-Лейон утворено 1 січня 2016 року шляхом злиття муніципалітетів Шам-сюр-Лейон, Фавере-Машель, Фе-д'Анжу, Рабле-сюр-Лейон i Туарсе. Адміністративним центром муніципалітету є Туарсе. Населення — 5826 осіб (01.01.2021).